# Astronomy (magazine)
Pour les articles homonymes, voir Astronomy.
Astronomy est un magazine mensuel américain consacré à l'astronomie. Ciblant les astronomes amateurs, il contient des chroniques sur l'observation du ciel nocturne, des astrophotographies soumises par les lecteurs et des articles sur l'astronomie et l'astrophysique destinés au grand public.